# Fondazione Gramsci
La Fondazione Gramsci (fino al 1954 Fondazione Antonio Gramsci, dal 1954 al 1982 Istituto Gramsci, dal 1982 al 2016 Fondazione Istituto Gramsci) è un'associazione onlus fondata a Roma nel 1950. La Fondazione ha lo scopo di raccogliere e conservare la documentazione relativa all'opera e al pensiero di Antonio Gramsci, nonché di stimolare la ricerca sulla storia del movimento operaio, sia italiano sia internazionale.
Libri e riviste appartenuti a Gramsci hanno costituito il nucleo documentario originale. A questi sono stati accorpati negli anni 1960 i manoscritti originali dei Quaderni del carcere e delle Lettere del comunista sardo. Dal 1994, la Fondazione conserva integralmente l'archivio storico del Partito Comunista Italiano, dall'anno della sua costituzione (1921) all'anno del suo scioglimento (1991). La Fondazione conserva anche l'archivio di Luchino Visconti e della scrittrice Sibilla Aleramo.
L'attuale presidente è Silvio Pons, mentre Francesco Giasi ne è il direttore scientifico. La Fondazione è coordinata inoltre da un consiglio d'amministrazione, un comitato dei garanti, un consiglio di indirizzo scientifico e un'assemblea.